# Спаржецветные
Спаржецветные (лат. Asparagales) — по современной классификации APG IV порядок цветковых растений, включающий по состоянию на июнь 2024 года 14 семейств, 1 115 родов и 41 131 ботанический вид. Порядок входит в дочернюю кладу Монокоты (однодольные) клады Цветковые растения.

## Представители порядка
Наиболее известные пищевые растения из этого порядка — представители родов лук и спаржа.
Среди спаржецветных много декоративных красивоцветущих растений, например, ландыш, нарцисс, амариллис, орхидеи и другие.
Комнатные растения, входящие в этот порядок: агава, алоэ, юкка.

## Классификация
В системе классификации Кронквиста (1981) порядок Asparagales отсутствует. Большинство таксонов, включаемых в этот порядок в Системе APG II, в Системе Кронквиста входит в порядок Liliales подкласса Liliidae класса Liliopsida.
В системе классификации Тахтаджяна (1997) порядок Спаржецветные (Asparagales) входит в состав надпорядка Lilianae подкласса Liliidae класса Liliopsida.
Семейства, входящие в порядок Спаржецветные в системе APG IV (2016):
1. Amaryllidaceae — Амариллисовые — 82 рода и 2350 видов
2. Asparagaceae — Спаржевые — 118 родов и 3170 видов
3. Asphodelaceae — Асфоделовые — 57 родов и 1225 видов
4. Asteliaceae — Астелиевые — 3 рода и 37 видов
5. Blandfordiaceae — Блендфордиевые — монотипное, включает 1 род Блендфордия и 4 вида
6. Boryaceae — Бориевые — 2 рода и 12 видов
7. Doryanthaceae — Дориантовые — монотипное, включает 1 род Дориантес и 2 вида
8. Hypoxidaceae — Гипоксисовые — 5 родов и 164 вида
9. Iridaceae — Ирисовые — 69 родов и 2547 видов
10. Ixioliriaceae — Иксиолирионовые — монотипное, включает 1 род Иксиолирион и 5 видов
11. Lanariaceae — Ланариевые — монотипное, включает 1 род Ланария и 1 вид
12. Orchidaceae — Орхидные — 2569 родов и 29 481 вид
13. Tecophilaeaceae — Текофилеевые — 9 родов и 29 видов
14. Xeronemataceae — Ксеронемовые — монотипное, включает 1 род Ксеронема и 2 вида

### Таксономическое положение
- Asparagales Link, 1829, Handbuch 1: 272

Порядок Спаржецветные включается в вышестоящую кладу Монокоты, входящую в более крупную кладу Цветковые растения. Таксономическая схема в соответствии с Системой APG IV по состоянию на июнь 2024 года:
|  |                          |  |                                   | порядок Спаржецветные |  | 14 семейств |  | 1 115 родов |  | 41 131 вид |
|  |                          |  |                                   | порядок Спаржецветные |  | 14 семейств |  | 1 115 родов |  | 41 131 вид |
|  | клада Цветковые растения |  |                                   |                       |  |             |  |             |  |            |
|  |                          |  |                                   |                       |  |             |  |             |  |            |
|  |                          |  | ещё 63 порядка цветковых растений |                       |  |             |  |             |  |            |
|  |                          |  |                                   |                       |  |             |  |             |  |            |